# 東京都高等学校定時制通信制陸上競技大会
東京都高等学校定時制通信制陸上競技大会（とうきょうとこうとうがっこうていじせいつうしんせいりくじょうきょうぎたいかい）は、東京都の定時制通信制高校の陸上競技大会である。
本大会は全国高等学校定時制通信制陸上競技大会の東京都代表を決定する選考会でもある。

## 概要
平成28年度で第五十一回大会で全国大会の選考会である。競技種目は男子14種目女子11種目行われている。定時制通信制の全国大会の地方単独予選大会では大きい大会であり、毎年6月半ばの日曜に行われる。会場は駒沢オリンピック公園陸上競技場である。

## 競技種目

### 男子
- 100m
- 200m
- 400m
- 800m
- 1500m
- 5000m
- 400mH
- 3000msc
- 400メートルリレー走
- 走り幅跳び
- 走り高跳び
- 三段跳び
- 砲丸投
- 円盤投

### 女子
- 100m
- 200m
- 400m
- 800m
- 3000m走
- 100mH
- 4×100mリレー
- 砲丸投
- 円盤投
- 走り幅跳び
- 走り高跳び

## 沿革
- 1965年(昭和41年度)第一回大会実施
- 1975年(昭和50年度)第10回記念大会
- 1985年(昭和60年度)第20回記念大会
- 1995年(平成7年度)第30回記念大会
- 2005年(平成17年度)第40回記念大会
- 2015年(平成27年度)第50回記念大会